# 元智大学
元智大学（げんちだいがく、英語: Yuan Ze University）は、台湾桃園市中壢区遠東路135号に本部を置く台湾の私立大学。1989年創立、2000年大学設置。大学の略称は元智（げんち）。

## キャンパス
一号館
二号館
三号館
五号館
六号館
七号館
学生活動センター

## 歴史
| 年     | 月日 | 事跡                     |
| ------ | ---- | ------------------------ |
| 1989年 | 4月  | 「元智工学院」として開校 |
| 2000年 | 8月  | 「元智大学」と改称       |

## 組織
| | |
| - 工学部 - 電機工学科/研究所 - 通信工学科 - 機械工学科/研究所 - 化学工学科/研究所 - 工業工学管理学科/研究所 - 製造工学管理技術科 - 資源環境科学技術科 - バイオテクノロジー生物情報研究所 - 管理学部 - 総合学科院 - 企業管理学科/研究所 - 財務金融学科/研究所 - 国際企業学科 - 会計学科 - 経営管理技術科 - 管理研究所 | - 情報学部 - 情報工学科/研究所 - 情報管理学科/研究所 - 情報コミュニケーション学科/研究所 - 情報管理技術科 - インターネット情報技術科 - 情報社会学研究所 - 人文社会学部 - 応用外国語学科 - 中国文学科 - 応用中国文学科 - 社会学科 - 幼児保育技術科 - 芸術管理研究所 |

## 教員

### 歴代学長
| 代    | 氏名   | 任期                  |
| ----- | ------ | --------------------- |
| 初代  | 王国明 | 1989年～1999年        |
| 第2代 | 詹世弘 | 1999年～2005年        |
| 第3代 | 彭宗平 | 2005年～2012年        |
| 第4代 | 張進福 | 2012年～2015年        |
| 代理  | 徐澤志 | 2015年～2016年1月31日 |
| 第5代 | 吳志揚 | 2016年2月1日～        |

## 主な出身者
- 謝秀能：中華民国内政部警政署副署長
- 王允宸：中華民国桃園県建設局副局長

## 姉妹校
- 日本
  - 法政大学
  - 国際教養大学